# 埼玉県警察部
埼玉県警察部（さいたまけんけいさつぶ）は、戦前の内務省監督下の埼玉県が設置した府県警察部であり、埼玉県内を管轄区域とする。
1948年（昭和23年）3月6日に廃止となり、埼玉県警察部は国家地方警察埼玉県本部と浦和市警察などの自治体警察に再編されることになった。

## 沿革
- 1875年（明治8年）12月　埼玉県庁に第四課を設置。
- 1876年（明治9年）8月　熊谷県を廃止。県下13郡を編入。
- 1880年（明治13年）4月　埼玉県警察本署に改称。
- 1884年（明治17年）10月　秩父事件が勃発。
- 1886年（明治19年）7月　埼玉県警察本部に改称。
- 1890年（明治23年）10月　埼玉県警察部に改称。
- 1905年（明治38年）4月　埼玉県第四部に改称。
- 1907年（明治40年）7月　埼玉県警察部に改称。
- 1923年（大正12年）9月　関東大震災発生。
- 1928年（昭和3年）7月　特別高等課（特別高等警察）を設置。
- 1944年（昭和19年）4月　警備隊を設置。
- 1945年（昭和20年）10月　特別高等警察が廃止。
- 1946年（昭和21年）2月　警備隊を廃止。
- 1946年（昭和21年）10月　公安課（公安警察）を設置。

## 組織
1927年（昭和2年）時点
- 警務課
- 高等課
- 保安課
- 刑事課
- 衛生課
- 工場課

## 警察署
1927年（昭和2年）時点
- 浦和警察署
- 鳩ヶ谷警察署
- 川口警察署
- 大宮警察署
- 鴻巣警察署
- 川越警察署
- 越生警察署
- 所沢警察署
- 飯能警察署
- 松山警察署
- 小川警察署
- 秩父警察署
- 小鹿野警察署
- 本庄警察署
- 児玉警察署
- 熊谷警察署
- 寄居警察署
- 深谷警察署
- 忍警察署
- 羽生警察署
- 加須警察署
- 岩槻警察署
- 越ヶ谷警察署
- 久喜警察署
- 杉戸警察署
- 幸手警察署
- 吉川警察署

## 歴代部長
| 代 | 官職名                    | 氏名       | 就任日                           | 退任日                           | 前職                        | 後職                   | 備考                            |
| -- | ------------------------- | ---------- | -------------------------------- | -------------------------------- | --------------------------- | ---------------------- | ------------------------------- |
| -  | 権典事 聴訟課長           | 尾崎通泰   | 明治4年12月25日 （1872年2月3日） | 明治5年8月17日 （1872年9月19日） |                             | -                      |                                 |
| -  | 庶務課長                  | 尾崎通泰   | 1872年9月19日                    | 1875年12月22日                   | -                           |                        |                                 |
| -  | 三等警部 第四課長         | 高津雄介   | 1875年12月22日                   | 1879年3月26日                    |                             | -                      |                                 |
| -  | 二等警部 警保課長         | 高津雄介   | 1879年3月26日                    | 1880年4月17日                    | -                           | -                      |                                 |
| -  | 一等警部 警察本署長       | 高津雄介   | 1880年4月17日                    | 1881年3月                        | -                           | 検事                   |                                 |
| -  | 一等警部兼典獄 警察本署長 | 笹田黙介   | 1881年3月                        | 1882年1月25日                    |                             | -                      |                                 |
| 1  | 警部長 警察本署長         | 笹田黙介   | 1882年1月25日                    | 1882年4月11日                    | -                           | 埼玉県少書記官         |                                 |
| 2  | 警部長 警察本署長         | 江夏喜蔵   | 1882年4月11日                    | 1886年7月20日                    | 内務属                      | -                      |                                 |
| 2  | 警部長 警察本部長         | 江夏喜蔵   | 1886年7月20日                    | 1886年8月12日                    | -                           | 非職                   |                                 |
| 3  | 警部長 警察本部長         | 田野熾     | 1886年8月12日                    | 1888年11月16日                   | 内務属                      | 高知県警部長           |                                 |
| 4  | 警部長 警察本部長         | 田健治郎   | 1888年11月16日                   | 1890年3月24日                    | 神奈川県警部長              | 逓信書記官             |                                 |
| 5  | 警部長 警察本部長         | 有田義資   | 1890年3月24日                    | 1890年10月11日                   | 青森県警部長                | -                      |                                 |
| 5  | 警部長 警察部長           | 有田義資   | 1890年10月11日                   | 1893年1月10日                    | -                           | 東京府警視             |                                 |
| 6  | 警部長 警察部長           | 磯谷熊之助 | 1893年1月10日                    | 1895年11月9日                    | 東京府警視                  | 滋賀県警部長           |                                 |
| 7  | 警部長 警察部長           | 五十村良行 | 1895年11月9日                    | 1897年4月26日                    |                             | 沖縄県警部長           |                                 |
| 8  | 警部長 警察部長           | 藤崎虎二   | 1897年4月26日                    | 1897年11月29日                   | 東京府警視                  | 山梨県警部長           |                                 |
| 9  | 警部長 警察部長           | 大橋太郎   | 1897年11月29日                   | 1899年2月7日                     | 山梨県警部長                | 非職                   |                                 |
| 10 | 警部長 警察部長           | 山田幹     | 1899年2月7日                     | 1902年10月20日                   | 青森県警部長                | 休職                   |                                 |
| 11 | 警部長 警察部長           | 馬場晴利   | 1902年10月20日                   | 1904年9月7日                     | 千葉県警部長                | 休職                   |                                 |
| 12 | 警部長 警察部長           | 石橋和     | 1904年9月7日                     | 1905年4月19日                    | 岩手県参事官                | -                      |                                 |
| 12 | 事務官 第四部長 警務長    | 石橋和     | 1905年4月19日                    | 1907年1月14日                    | -                           | 愛知県事務官・第四部長 |                                 |
| 13 | 事務官 第四部長 警務長    | 堀口助治   | 1907年1月14日                    | 1907年7月13日                    | 富山県事務官・第四部長      | -                      |                                 |
| 13 | 事務官 警察部長 警務長    | 堀口助治   | 1907年7月13日                    | 1907年10月9日                    | -                           | 福岡県港務長           |                                 |
| 14 | 事務官 警察部長 警務長    | 真中直道   | 1907年10月9日                    | 1910年7月14日                    | 山梨県事務官                | 茨城県事務官・警察部長 |                                 |
| 15 | 事務官 警察部長 警務長    | 名尾良辰   | 1910年7月14日                    | 1913年6月13日                    | 大分県事務官・警察部長      | 秋田県内務部長         |                                 |
| 16 | 警察部長                  | 大海原重義 | 1913年6月13日                    | 1914年6月9日                     | 熊本県事務官                | 千葉県警察部長         |                                 |
| 17 | 警察部長                  | 春藤嘉平   | 1914年6月9日                     | 1915年4月1日                     | 三重県警察部長              | 山梨県内務部長         |                                 |
| 18 | 警察部長                  | 児玉孝顕   | 1915年4月1日                     | 1918年1月14日                    | 特許局事務官                | 青森県内務部長         |                                 |
| 19 | 警察部長                  | 加勢清雄   | 1918年1月14日                    | 1919年8月21日                    | 新潟県理事官                | 新潟県警察部長         |                                 |
| 20 | 警察部長                  | 宮本貞三郎 | 1919年8月21日                    | 1921年10月28日                   | 東京府事務官                | 愛知県警察部長         |                                 |
| 21 | 警察部長                  | 横山惟二   | 1921年10月28日                   | 1922年11月14日                   | 京都府理事官                | 死去                   |                                 |
| 22 | 警察部長                  | 友部泉蔵   | 1923年1月13日                    | 1924年6月27日                    | 秋田県理事官                | 神奈川県警察部長       |                                 |
| 23 | 警察部長                  | 上田荘太郎 | 1924年6月27日                    | 1924年12月20日                   | 内閣書記官                  | -                      |                                 |
| 23 | 書記官 警察部長           | 上田荘太郎 | 1924年12月20日                   | 1926年9月28日                    | -                           | 大阪府書記官・学務部長 |                                 |
| 24 | 書記官 警察部長           | 福邑正樹   | 1926年9月28日                    | 1927年5月17日                    | 秋田県書記官・警察部長      | 静岡県書記官・警察部長 |                                 |
| 25 | 書記官 警察部長           | 内山田三郎 | 1927年5月17日                    | 1929年7月8日                     | 沖縄県書記官・警察部長      | 宮崎県書記官・内務部長 |                                 |
| 26 | 書記官 警察部長           | 出石於菟彦 | 1929年7月8日                     | 1931年12月28日                   | 宮崎県書記官・警察部長      | 岐阜県書記官・警察部長 |                                 |
| 27 | 書記官 警察部長           | 副見喬雄   | 1931年12月28日                   | 1935年1月19日                    | 内務事務官                  | 兵庫県書記官・経済部長 |                                 |
| 28 | 書記官 警察部長           | 山内逸造   | 1935年1月19日                    | 1936年4月25日                    | 熊本県書記官・警察部長      | 静岡県書記官・警察部長 |                                 |
| 29 | 書記官 警察部長           | 泉守紀     | 1936年4月25日                    | 1937年7月8日                     | 栃木県書記官・警察部長      | 岡山県書記官・警察部長 |                                 |
| 30 | 書記官 警察部長           | 坂信弥     | 1937年7月8日                     | 1938年5月3日                     | 鹿児島県書記官・警察部長    | 領事                   |                                 |
| 31 | 書記官 警察部長           | 北村英明   | 1938年5月3日                     | 1940年4月10日                    | 領事兼内務書記官            | 富山県書記官・総務部長 |                                 |
| 32 | 書記官 警察部長           | 宮脇参三   | 1940年4月10日                    | 1941年1月8日                     | 岐阜県書記官・警察部長      | 広島県書記官・警察部長 |                                 |
| 33 | 書記官 警察部長           | 青木貞雄   | 1941年1月8日                     | 1942年7月7日                     | 徳島県書記官・警察部長      | 警視庁官房主事         |                                 |
| 34 | 書記官 警察部長           | 神崎広     | 1942年7月7日                     | 1942年11月1日                    | 情報局情報官                | -                      |                                 |
| 34 | 部長 警察部長             | 神崎広     | 1942年11月1日                    | 1944年8月1日                     | -                           | 岩手県部長・内政部長   |                                 |
| 35 | 部長 警察部長             | 松下一     | 1944年8月1日                     | 1945年4月21日                    | 内務事務官 兼関東局事務官   | 休職                   |                                 |
| 36 | 部長 警察部長             | 毛利基     | 1945年4月21日                    | 1945年9月15日                    | 岐阜県部長・警察部長        | 依願免本官             |                                 |
| 37 | 部長 警察部長             | 宮崎太一   | 1945年9月15日                    | 1945年10月13日                   | 内務書記官                  | 休職                   |                                 |
| 38 | 部長 警察部長             | 桃井直美   | 1945年10月13日                   | 1945年10月27日                   | -                           | -                      | 兼任 本務：埼玉県部長・内政部長 |
| 39 | 部長 警察部長             | 緒方孝三郎 | 1945年10月27日                   | 1945年10月13日                   | 北海地方総監府副参事官      | -                      |                                 |
| 39 | 地方事務官 警察部長       | 緒方孝三郎 | 1946年4月1日                     | 1947年2月24日                    | -                           | 埼玉県農林部長         |                                 |
| 40 | 地方事務官 警察部長       | 古屋亨     | 1947年2月24日                    | 1948年2月10日                    | 終戦連絡事務局 兼内務事務官 | 警視庁保安部長         |                                 |
| 41 | 地方事務官 警察部長       | 井上康夫   | 1948年2月10日                    | 1948年3月6日                     | 警視庁警務課長              | 埼玉県警察長           |                                 |